# Broń zdobyczna

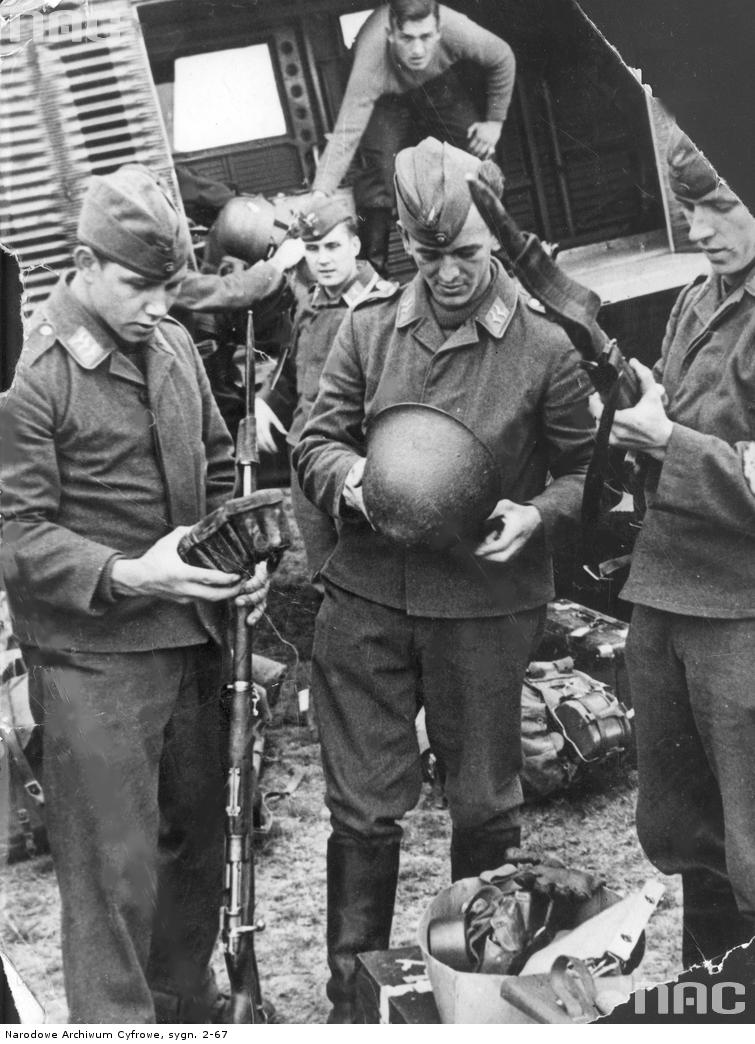
Żołnierze Luftwaffe oglądają zdobyczną polską broń. Widoczne karabiny Mauser z bagnetami, hełm wz. 31, ładownica i tornister z menażką

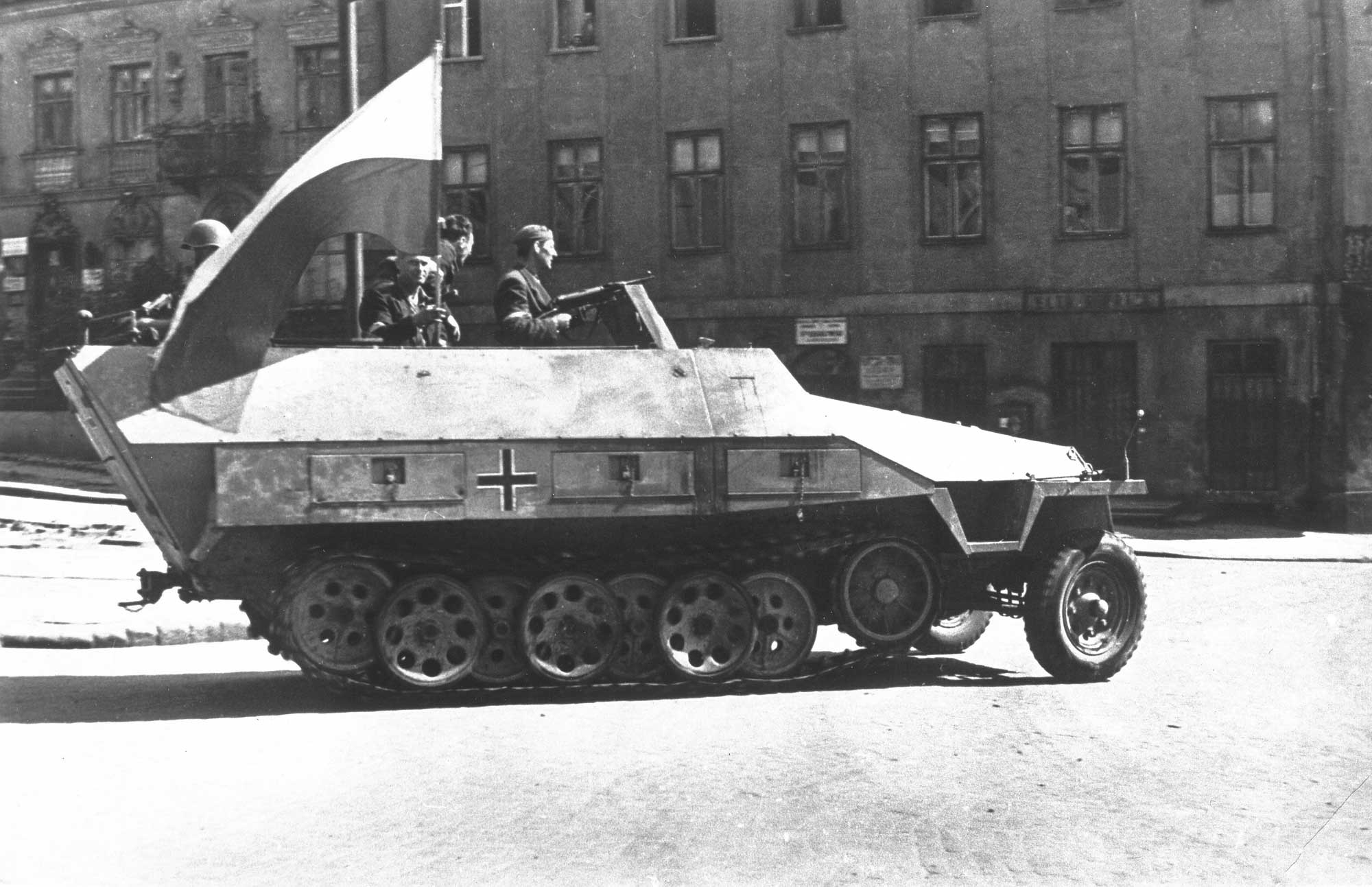
„Szary Wilk” – niemiecki transporter Sd.Kfz.251, zdobyty przez powstańców warszawskich ze Zgrupowania „Krybar” na 5. Dywizji Pancernej SS „Wiking”. Zdjęcie wykonane na ulicy Tamka

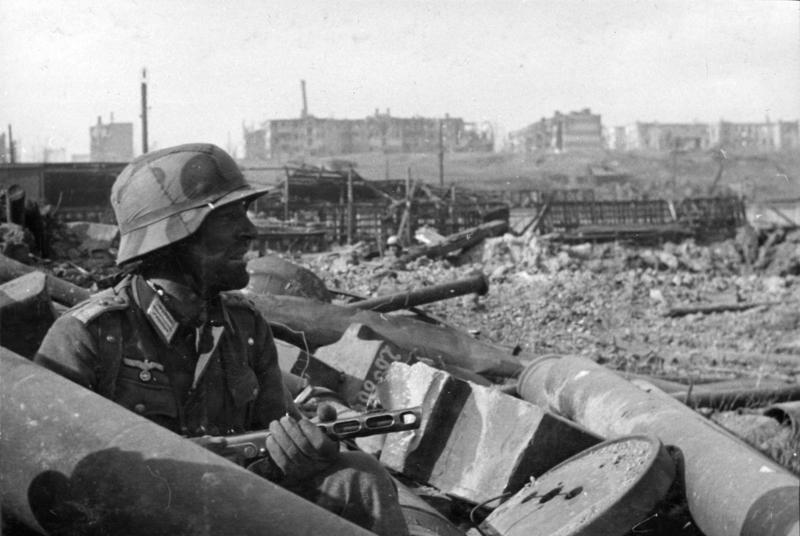
Niemiecki żołnierz z radziecką pepeszą w czasie bitwy stalingradzkiej

Broń zdobyczna – broń lub elementy wyposażenia wojskowego, które są zdobywane przez wroga w stanie nienaruszonym lub wymagającym tylko minimalnych napraw, najczęściej podczas bitew, ale także później podczas okupacji terytorium państwa nieprzyjacielskiego.
Zdobyta broń jest często używana przez wojska jako broń etatowa, pod warunkiem, że ma ona zastosowanie militarne, a także zapewnione są dostawy amunicji i części zamiennych oraz remonty. W wielu przypadkach przechwytuje się nie tylko broń, ale także zakłady produkcyjne bo zwiększa to korzyści wojskowe, ponieważ w razie potrzeby można kontynuować produkcję. Przechwycone zakłady produkcyjne zapewniają wgląd w technologię uzbrojenia wroga, która jest bardzo przydatna do dalszego rozwoju własnego uzbrojenia. Zdobytą broń wykorzystuje się również gdy własna produkcja uzbrojenia jest zbyt niska, występują problemy z zaopatrzeniem lub obca broń jest lepsza od własnej. Wadą używania broni zdobycznej jest ryzyko bratobójczego ognia z powodu sylwetki lub hałasu charakterystycznego dla danej broni na przykład czołgu.  
Oprócz bezpośredniego zastosowania militarnego broń zdobyczna może również służyć jako trofea, jeśli jest to szczególnie znana broń o dużej wartości symbolicznej; często jest wtedy prezentowana publicznie (na przykład w muzeum) lub przechowywana w specjalny sposób.

## Wojny światowe
W czasie I wojny światowej Armia Cesarstwa Niemieckiego wobec niewielkiej ilości własnych, wykorzystywała zdobyczne czołgi ententy. 
W czasie II wojny światowej uczestniczące w niej siły zbrojne szeroko stosowały broń zdobyczną. Niemiecki Wehrmacht wykorzystywał na frontach między innymi zdobyczne czołgi, pistolety i pistolety maszynowe. Radziecka Armia Czerwona wykorzystywała między innymi zdobyczne czołgi, a w składzie brytyjskich Królewskich Sił Powietrznych (RAF) znajdowała się eskadra No. 1426 Flight RAF testująca zdobyczne samoloty państw Osi. 
W broń zdobyczną uzbrojeni byli także powstańcy warszawscy.